# François Isoard
Pour les articles homonymes, voir Isoard.
Louis François Dominique Isoard, ou « François Isoard », né le 3 mars 1765 à Marseille et mort guillotiné à Aix-en-Provence le 25 septembre 1795, est un homme politique français qui fut une figure importante du jacobinisme marseillais sous la Révolution française.

## Origines et études
Fils d'un maître-maçon et d'une mère appartenant à une famille de négociants appauvris, il devient clerc de la sacristie des Accoules. Remarqué par le doyen, il obtient une bourse qui lui permet d'entrer comme interne au collège de l'Oratoire de Marseille et Belsunce. Il y fait d'excellentes études et devient enseignant laïc au sein de la congrégation de l'Oratoire. Professeur à Toulon, Autun et Salins, il revient à Marseille en août 1791 où il obtient de la municipalité un poste de professeur au collège Saint-Jaume et devient secrétaire du club de la Société des Amis de la Constitution.

## Les « courses civiques »
Au printemps 1792, la société multiplie l'envoi de commissaires dans les villages et les bourgs de Provence afin d'établir des sociétés patriotiques et de « faire connaître les dispositions des esprits et les principes des habitants ».
Isoard devient l'un des plus éminents représentants de ces « missionnaires  patriotes » après  la  «  course civique » qu'il mène en compagnie de Tourneau dans les Basses-Alpes en mai 1792. L'objectif, qui était de propager dans les campagnes du département « des principes patriotiques et de faire aimer la révolution à ceux auxquels elle est le plus profitable », est pleinement atteint puisque Isoard a fondé ou réactivé une soixantaine de sociétés populaires et a empêché « avec l'aide du peuple armé de la Constitution » les royalistes de s'emparer de Sisteron.
Comme un autre missionnaire patriote, Jacques Monbrion, Isoard se signalera par l'originalité de ses méthodes pour diffuser les idées républicaines dans les campagnes provençales, notamment en publiant et diffusant des journaux plus particulièrement adaptés aux paysans et aux artisans ("Manuel du Laboureur et de l'Artisan et Gazette Sentinelle"), de nombreux articles étant rédigés sous la forme d'un colinguisme français-provençal.

## Conflit entre le Club, la municipalité et les sections marseillaises
Le 12 février 1793, le Club de la rue Thubaneau qui a fermement pris parti pour la Montagne contre les Girondins se dote, à l'initiative de Frédéric Hugues d'un comité central secret de douze membres présidé par Maurin d'Arles, procureur syndic du département, et dont fait partie Isoard. En mars, après que le maire Mouraille et le procureur de la Commune Etienne Seytres ont refusé de donner suite à sa proposition de procéder aux désarmement de 500 à 600 suspects, le Club se déclare « en permanence » sous la direction d'Isoard. Ce dernier va donc se retrouver en première ligne dans le conflit qui va opposer le club à la municipalité d'une part, aux sections marseillaises d'autre part, et qui va déboucher sur l'insurrection fédéraliste de juin 1793 contre la Convention.
Sous le coup d'un mandat d'arrêt lancé le 14 mai pour être déféré devant le tribunal révolutionnaire créé par les sections, il réussit à se réfugier à Sisteron avant de rejoindre Paris le 24 mai. Dès son arrivée dans la capitale, il attaque les représentants des 32 sections de Marseille et fonde « la Société des patriotes du Midi réfugiés à Paris » qui s'occupe de garder les liens avec les patriotes du midi et surtout ceux de Marseille réduits au silence. Il se rapproche alors de Hébert et des cordeliers. Dénoncé comme « patriote d'argent » par Barbaroux le 2 juin, il s'en défend par une lettre à la Convention le 5 juin. Admis au club des Jacobins le 2 juin, il participe à son comité correspondance. Il se rapproche de Hébert et des Cordeliers dont il partage les positions. Il participe en tant que secrétaire de l'assemblée des 48 sections réunie à l’Évêché aux journées révolutionnaires du 31 mai, 1er et 2 juin qui provoquer la chute des Girondins.

## Le fédéraliste jacobin
Le 25 août l'armée du général Carteaux s'empare de Marseille et met fin à l'insurrection fédéraliste. Présent le 30 août aux Jacobins lorsque l'abbé Royer demande que la Terreur soit mise à l'ordre du jour, il sait alors que son départ pour la Provence est d'autant plus imminent qu'il vient d'être nommé par le ministère de la Guerre commissaire à la descente des cloches pour le sud-est. De retour à Marseille, il notifie le 12 septembre le rétablissement du club des amis de la Constitution qui avait été fermé le 3 juin par le Comité général des 32 sections de Marseille.
Toujours à Marseille, il organise un « congrès républicain des sociétés populaires des départements méridionaux ». Tout en affirmant que « la convention nationale est le seul centre d'unité autour de laquelle doivent se réunir tous les bons citoyens », ce congrès qui se tient du 3 octobre au 21 novembre et regroupe 1500 participants, demande qu'il soit organisé chaque année, deux mois après la convocation de chaque législature, une assemblée où chaque section patriotique enverra un représentant. Ces assemblées  non permanentes qui se tiendront à tout de rôle dans les principales villes de la République serviraient d'instances intermédiaires entre l'exécutif parisien et les comités de surveillance permanents des sociétés populaires et des municipalités. Des commissaires élus par les comités de surveillance et formés à l'échelle régionale par ces assemblées circuleraient sans cesse pour impulser l'application des lois produites par la volonté générale, la participation des citoyens à la discussion préparatoire à l'établissement des lois étant désormais assurée.
La réaction des Montagnards à ce plan fut d'autant plus hostile qu'ils étaient justement en train de s'engager dans une voie totalement différente par la concentration de tous les pouvoirs dans les mains des comités de la Convention, signant ainsi l'échec des Cordeliers dont les vues étaient proches de celles du congrès. Le 18 novembre, après un discours de Billaud-Varenne dénonçant ceux qui remettent en cause « la centralité législative », la Convention prend un décret interdisant les congrès des sociétés populaires « subversifs du gouvernement et tendant au fédéralisme ». C'est sur ce décret que Fréron va s'appuyer pour déclarer l'état de siège à Marseille et destituer la municipalité en place. Quatre-vingt clubistes seront arrêtés en décembre sous l'accusation de fédéralisme.
Procureur de la  Commune de Marseille, Isoard doit de nouveau s'enfuir à Paris. Amnistié par Maignet qui remplace Fréron le 29 décembre 1793, il reprend ses fonctions de commissaire.
Arrêté après le 9 thermidor, il rencontre Gracchus Babeuf en prison. Ramené à Aix pour être jugé comme « terroriste » par le tribunal criminel des Bouches-du-Rhône, il défend ses convictions jacobines au cours de longs interrogatoires, mais refuse de parler pendant son procès. Il monte sur l'échafaud le 3 vendémiaire An IV en criant « Vive la République ! ».